# ANKRD45
ANKRD45 (англ. Ankyrin repeat domain 45) – білок, який кодується однойменним геном, розташованим у людей на 1-й хромосомі. Довжина поліпептидного ланцюга білка становить 282 амінокислот, а молекулярна маса — 31 810.
| 10         |  | 20         |  | 30         |  | 40         |  | 50         |
| ---------- |  | ---------- |  | ---------- |  | ---------- |  | ---------- |
| MVTEEAGARV |  | WVFLELMESE |  | GPPESESSEF |  | FSQQEEENEE |  | EEAQEPEETG |
| PKNPLLQPAL |  | TGDVEGLQKI |  | FEDPENPHHE |  | QAMQLLLEED |  | IVGRNLLYAA |
| CMAGQSDVIR |  | ALAKYGVNLN |  | EKTTRGYTLL |  | HCAAAWGRLE |  | TLKALVELDV |
| DIEALNFREE |  | RARDVAARYS |  | QTECVEFLDW |  | ADARLTLKKY |  | IAKVSLAVTD |
| TEKGSGKLLK |  | EDKNTILSAC |  | RAKNEWLETH |  | TEASINELFE |  | QRQQLEDIVT |
| PIFTKMTTPC |  | QVKSAKSVTS |  | HDQKRSQDDT |  | SN         |  |            |

A: Аланін

C: Цистеїн

D: Аспарагінова кислота

E: Глутамінова кислота

F: Фенілаланін

G: Гліцин

H: Гістидин

I: Ізолейцин

K: Лізин

L: Лейцин

M: Метіонін

N: Аспарагін

P: Пролін

Q: Глутамін

R: Аргінін

S: Серин

T: Треонін

V: Валін

W: Триптофан

Задіяний у такому біологічному процесі, як альтернативний сплайсинг. 